# Lijst van erfgoedregisters
Dit is een lijst van erfgoedregisters met organisaties die inventarisaties bijhouden van gebouwen en landschappen die tot maatschappelijke en cultureel erfgoed gerekend kunnen worden. Als er een doorzoekbare database beschikbaar is, staat deze als referentie toegevoegd.

## Internationaal
- UNESCO World Heritage Site
- International Council on Monuments and Sites (ICOMOS)

## Australië
- Commonwealth Heritage List
- The Register of the National Estate
  - ACT Heritage Register
  - Northern Territory Heritage Register
  - NSW State Heritage Register
  - Queensland Heritage Register
  - South Australian Heritage Register
  - Tasmanian Heritage Register
  - Victorian Heritage Register
  - Western Australian Register of Heritage Places

## België

### Vlaanderen
- De Inventaris van het Bouwkundig Erfgoed[1] van het Vlaams Instituut voor het Onroerend Erfgoed
- Databank van het beschermd erfgoed[2]
- Erfgoedplus.be[3], de inventaris van het cultureel erfgoed uit de provincies Limburg en Vlaams-Brabant
- Centrum Vlaamse Architectuurarchieven of CVAa

### Brussels Hoofdstedelijk Gewest
- Register van het beschermd onroerend erfgoed van het Brussels Hoofdstedelijk Gewest[4]
- Inventarissen van het erfgoed[5]

### Wallonië
- Liste des biens classés en région de Wallonie[6]

## Birma

### Yangon
- Yangon City Heritage List[7]

## Canada
- Canadian Register of Historic Places, streeft erna alle federale, provinciale, territoriale en plaatselijke monumenten te inventariseren.[8]

### Provinciale registers

#### New Brunswick
- New Brunswick Register of Historic Places[9]

#### Newfoundland and Labrador
- Heritage Foundation of Newfoundland and Labrador designated properties

#### Ontario
- Ontario Heritage Properties Database[10]
- Ontario Heritage Conservation Districts[11]

#### Quebec
- Répertoire du patrimoine culturel du Québec[12]

### Plaatselijk
- Heritage buildings of Vancouver
- Register of Historic Resources in Edmonton[13]

## China

### Harbin
- (en)  Monumenten

## Cuba
- Consejo Nacional de Patrimonio Cultural[14]

## Denemarken
- Kulturarvsstyrelsen is een overheidsinstantie die al sinds 1873 het cultureel erfgoed bijhoudt.[15]

## Duitsland
- denkmalliste.org is een site met alle Duitse erfgoedregisters ("Denkmallisten").[16]
- Kulturdenkmal
  - Bayerische Denkmalliste[17]

## Frankrijk
- Monument historique
- Base Mérimée[18]

## Jamaica
- De Jamaica National Heritage Trust is een in 1958 opgerichte organisatie[19] die een lijst van erfgoed in Jamaica bijhoudt.[20]

## Japan
- Het Japans Nationaal Erfgoed (国宝: kokuhō) wordt in een register bijgehouden.[21]

## Nederland
- Monumentenregister van de Rijksdienst voor het Cultureel Erfgoed[22]

## Nieuw-Zeeland
- Rarangi Taonga[23]: Register van historische plaatsen, Wahi Tapu en Wahi Tapu gebieden (bijgehouden door de New Zealand Historic Places Trust.)

## Portugal
- IPPAR. Het register wordt bijgehouden door het Instituto de gestão do património arquitectónico e arqueologico, een deel van het Ministerie van Cultuur (Ministério da Cultura)[24]

## Roemenië
- Nationaal cultureel erfgoed van Roemenië. Het register wordt bijgehouden door het Roemeense nationaal instituut voor historische monumenten, een deel van het Roemeense ministerie van cultuur.[25]

## Rusland
- Russisch cultureel erfgoed register, beheerd door het Russische ministerie van Cultuur, bevat ongeveer 140.000 entries.[26]

## Slowakije
- Slowaaks Nationaal Monumenten agentschap[27]

## Spanje
- Spaans cultureel erfgoed (Monumento histórico). Een register wordt bijgehouden door het Spaanse ministerie van Cultuur.[28]

## Verenigde Staten

### Nationaal
- National Register of Historic Places[29]
- National Historic Landmarks[30]
- National Natural Landmarks[31]
- National Park Service

## Zuid-Afrika
- South African Heritage Resource Agency[32]

## Zwitserland
- Zwitserse Inventaris van Culturele Eigendommen (Duits: Schweizerisches Inventar der Kulturgüter, Frans: Inventaire suisse des biens culturels). Nationaal register met ongeveer 8300 objecten van internationale tot lokale opmerkelijkheid. Bijgehouden door het Federaal bureau voor de Burgerbescherming[33].

## Zweden
- Kulturminne (Kulturhistoriskt minnesmärke)
  - Byggnadsminne
  - Fornminne